# Euripus palavensis
Euripus palavensis är en fjärilsart som beskrevs av Hans Fruhstorfer 1914. Euripus palavensis ingår i släktet Euripus och familjen praktfjärilar. Inga underarter finns listade i Catalogue of Life.